# Visijanijevo ptičje mlijeko
Visijanijevo ptičje mlijeko (lat. Ornithogalum visianicum), hrvatski je biljni endem iz porodice šparogovki. Jedini poznati lokalitet gdje raste je Vela Palagruža.
2016. godine vrsta je prvi puta zabilježena nakon gotovo cijelog stoljeća, kada je na istom otoku pronađena 1921. godine.
Nazvana je 1876. u čast botaničara Roberta Visijanija.

## Sinonimi
- Loncomelos visianicum (Tomm.) Speta